# Corte de Distrito de los Estados Unidos para el Distrito de Arizona
El Tribunal de Distrito de los Estados Unidos para el Distrito de Arizona (del inglés: United States District Court for the Northern District of Arizona) los casos son hechos en: Phoenix, Tucson, Flagstaff, Yuma y Prescott. El tribunal fue creado el 20 de junio de 1910, por el estatuto 36. 557. El Congreso de los Estados Unidos organizó Arizona como un distrito judicial, autorizándole un juez, y el distrito fue asignado al Noveno Circuito. La ley tomó efecto cuando Arizona entró a la unión el 14 de febrero de 1912. Al 8 de enero de 2011, el distrito se encuentra vacante debido al asesinato del Juez Presidente John McCarthy Roll en la masacre de Tucson.